# Witenagemot

## Opća definicija
Witenagemot (staroengleski witena gemōt (IPA:ˈwitənə jeˈmoːt) "mudrački susret"), također i Witan (pravilom je to naslov njegovih članova) je bio političkom ustanovom u anglosaskoj Engleskoj koji je djelovao od prije 7. stoljeća do 11. stoljeća.
Witenagemot je djelovao kao vijeće odličnika čija je glavna dužnost bila biti savjetodavcem kralju. Članove su činili najvažniji plemići u Engleskoj, i ekleziološki i sekularni. 
Vjeruje se da ova ustanova predstavlja aristokratsku evoluciju od starinskih germanskih općih skupština, folkmoota (usporedi ting). U Engleskoj prije 7. stoljeća, drevni folkmootovi su se razvili u saziv najmoćnijih i najvažnijih ljudi u državu, uključujući i ealdormene, thegne, više plemstvo, koje je raspravljalo o stvarima nacionalne i lokalne važnosti.

## Korijeni
Općenito se smatra da je engleski witenagemot imao korijene u drevnim germanskim vijećima koja su bila sazvana radi svjedočenja kraljevskim davanjima zemlje. Ipak, kakav god da im je bio status u 4. i 5. stoljeću, narav tih vijeća se nepovratno promijenila dolaskom kršćanstva oko 600. godine. Od onda su Crkva i država nerazdvojno isprepletene, što se odrazilo u snažnom eklezijastičnom elementu u članstvu witenagemota, kao i u predmetima koje je razmatrao. Također zapisi odluka koje su donijeli witani obuhvaćaju i crkvene i sekularne pravne stvari.

## Kronologija
Witenagemotima su prethodili folkmooti. Od otprilike 627. godine do 1066. su witenagemoti bili glavnim vijećima. Nakon 1066. do oko 1215. ih nasljeđuje Curia Regis.